# ماجراهای تام سایر (انیمه)
ماجراهای تام سایر (به ژاپنی: トム・ソーヤーの冒険، به انگلیسی: The Adventures of Tom Sawyer) یک مجموعه تلویزیونی انیمه ۴۹ قسمتی به کارگردانی هیروشی سایتو است که توسط استودیو نیپون انیمیشن ساخته شده است. پخش آن از ۶ ژانویه ۱۹۸۰ در شبکه فوجی تلویژن آغاز شد و تا ۲۸ دسامبر ۱۹۸۰ ادامه داشت. این مجموعه بر اساس رمانی مشهور به همین نام، اثر مارک توین ساخته شده است.

## صداپیشگان نسخهٔ فارسی
- تام سایر - نادره سالارپور
- هاکلبری فین - فریبا شاهین‌مقدم / مریم شیرزاد
- پگی (دوست‌دختر تام) - سانسور شده!
- سی‌ید (برادر تام) - نوشابه امیری
- جیم (برده سیاه‌پوست) - آرشاک قوکاسیان / عباس نباتی
- عمه پالی - پری هاشمی
- ماری - مهین برزویی / آزیتا یاراحمدی
- اینجونجو (سرخ‌پوست قاتل) - خسرو شمشیرگران / مهدی آرین‌نژاد
- ماف پاتر (مرد دائم‌الخمر) – احمد مندوب هاشمی / اکبر منانی